# Antonio Ingroia

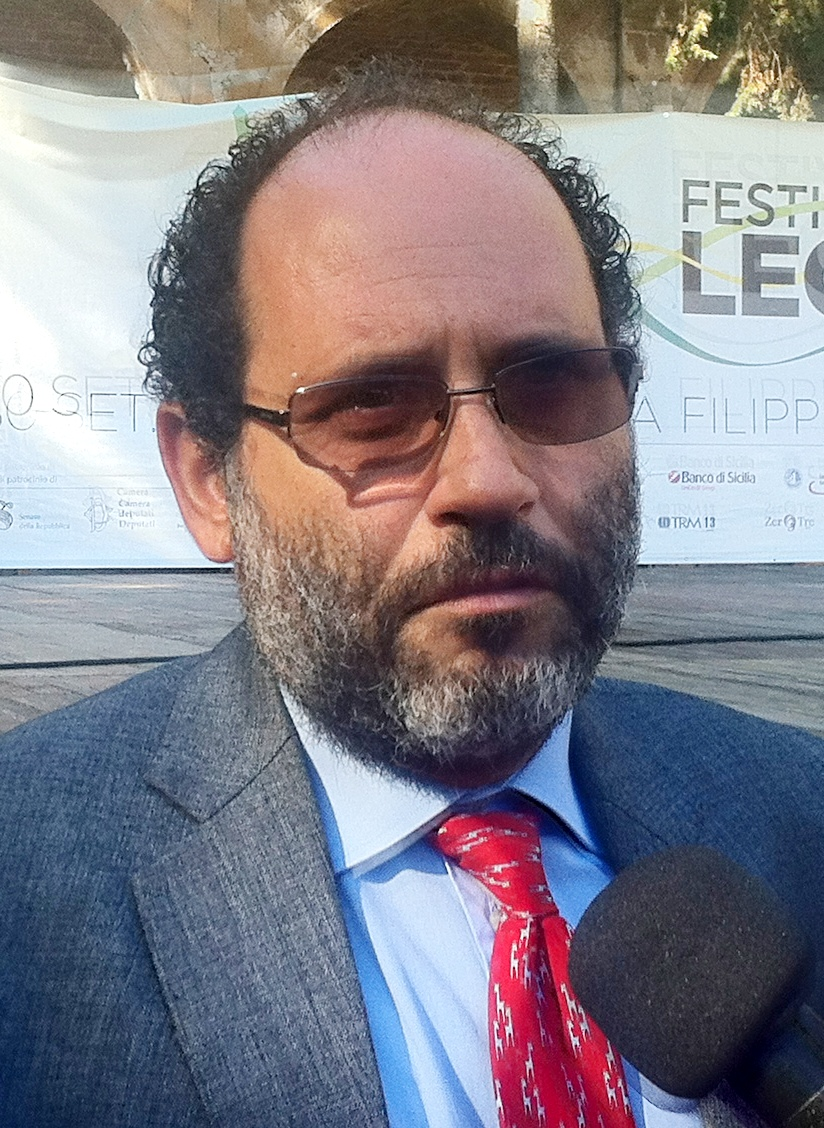
Antonio Ingroia

Antonio Ingroia (* 31. März 1959 in Palermo) ist ein italienischer Staatsanwalt und Politiker.
Ingroia arbeitete in seiner Heimatstadt als Staatsanwalt (seit 1987 zusammen mit Giovanni Falcone und Paolo Borsellino) vor allem in der Bekämpfung der Mafia und Korruption. In diversen Publikationen hat er sich mit dem Phänomen der Mafia auseinandergesetzt und an die beiden Kollegen Falcone und Borsellino erinnert, die beide einem Attentat zum Opfer fielen.
Am 29. Dezember 2012 erklärte Ingroia seine Kandidatur für die italienischen Parlamentswahlen 2013 an der Spitze eines neuen Bündnisses, der sog. «Rivoluzione Civile» (Zivile Revolution). Diesem Bündnis traten eine Reihe von Mitte-links-Parteien bei: Partito della Rifondazione Comunista, Partito dei Comunisti Italiani, Federazione dei Verdi, Italia dei Valori und das Movimento Arancione (Orange Bewegung) des Neapolitaner Bürgermeisters Luigi De Magistris. Bei den Wahlen am 24.-25. Februar 2013 erhielt das Bündnis «Rivoluzione Civile» jedoch lediglich 2,25 % der Stimmen für die Abgeordnetenkammer und 1,79 % der Stimmen für den Senat und zog in keiner der beiden Kammern ein.

## Schriften
- L'associazione di tipo mafioso, Giuffrè, Milano 1993, ISBN 88-14-03756-6
- Nel labirinto degli dèi. Storie di mafia e di antimafia, Il Saggiatore, Milano 2010. ISBN 978-88-428-1574-7
- Palermo. Gli splendori e le miserie. L'eroismo e la viltà, Melampo, Milano 2012, ISBN 978-88-89533-52-9
- Il sentimento del giusto. Un dialogo nel tempo con Paolo Borsellino, Il Saggiatore, Milano 2012, ISBN 978-88-4281-772-7